# Hedley Davis
Hedley Combs Davis (viselt nevén: Hedley Davis; szül.: 1958. január) amerikai villamosmérnök, aki számos szabadalom birtokosa számítástechnika területén.

## Tanulmányai
Hedley Davis felsőfokú tanulmányait 1976 és 1981 között a Delaware-i Egyetemen végezte, ahol villamosmérnök diplomát (BSC) szerzett.

## Szakmai tevékenysége

### Commodore (1984 — 1993)
Szakmai karrierjét a Commodore Business Machines tervezőmérnökeként kezdte 1984-ben. Vezető tervező és projektmenedzser pozíciókat töltött be. Az itt eltöltött kilenc év főbb projektjei között szerepelt a Commodore 1351 egér, az Amiga 3000 és az A2024 nagyfelbontású monitor, melyet "Hedley Hi-Res" monitornak is becéztek.

### The 3DO Company (1993 — 1998)
1993-ban csatlakozott a 3DO csapatához, ahol optikai meghajtókkal foglalkozott. Egyedi CD-ROM meghajtót tervezett, mellyel költségcsökkenést ért el a cég videójáték-konzolja tekintetében. Közreműködött az újraírható CD-RW formátum támogatás megvalósításában, továbbá a CD-k másolásvédelme terén, utóbbi esetében szabadalmat is jegyez.

### WebTV, Microsoft (1995 — 2006)
A WebTV-nek háttértárolók fejlesztésében segédkezett 1995 és 1998 között, mely cég 1997-ben a Microsoft tulajdonába került. A redmondi cégen belül aztán az Xbox fejlesztőrészlegére került hardvertervezőként, illetve menedzserként és a memória-alrendszer tartozott a feladatkörébe.

### VIAAS (2008 — 2015)
A kamerarendszerekkel foglalkozó VIAAS cégnél jelentős szerepet vállalt a teljes kamera hardverfejlesztő részlegen. Feladatai közé tartozott a beágyazott rendszertervezés és -fejlesztés, az áramköri lapok tervezése, a mechanikai tervezés, az ellátási lánc, valamint nem utolsó sorban a gyártósor menedzsment.

### Antimatter Research, Domatic (2015 — )
Két villamosmérnöki pozíciót tölt be párhuzamosan 2015-től kezdődően az Antimatter Research és a Domatic cégeknél. A Domatic ún. "okos" egyenáramú épületmenedzsment rendszerekkel foglalkozik és Hedley Davis — többedmagával — 2021 óta szabadalmat jegyez intelligens kisfeszültségű energiaátviteli rendszer és eljárás témában. Ebben a rendszerben a villamosenergia és az adat egy vezetéken halad és egy akár mobiltelefonról távvezérelhető intelligens csomópont (hub) vezérelhet több hasonló áramkört.